# 赤崎丹後守
赤崎 丹後守（あかざき たんごのかみ）は、安土桃山時代から江戸時代前期にかけての武将。諱は不明。島津氏の家臣。

## 略歴
丹後守は島津義弘に奉公し、『本藩人物誌』には「一人当千の兵（つわもの）」と記される。天正14年（1586年）の岩屋城攻めのときは、自らの名を名乗って一騎のみで城内へ駆け入り手柄を上げ、文禄・慶長の役においても功を為し、朝鮮より帰国すると義弘の供をし、直に伏見へ滞在した。
慶長5年（1600年）の伏見城の戦いのとき、丹後は古い筵を指物にして伏見城の松の丸口を攻めた。その後の関ヶ原の戦いにおける退却戦では、攻め寄せる東軍に対し島津豊久が馬上より弓を引いた際に、射るには少し早いと述べて頃合いを助言するなどし、それより乱戦となると山田有栄と共に敵陣へ斬り入った。しかし、義弘一行を見失ったため、その跡を追うようにして薩摩国へ戻った。無事に帰還を果たした後は、義弘の隠居所がありその膝元でもある加治木へと移り住んだ。
子孫は姓を楠元と改めた。

## 逸話
- 関ヶ原の戦いの前、西軍が大垣城を陣所とした際、石田三成が島津勢の陣所を見回りに来たのであるが、そのときに義弘が三成へ「この者は国元にて武辺の者である」と丹後を紹介すると、三成は丹後へ「存分に働かれ討ち死にせられよ」と言葉を掛けたとする[2]
- 関ヶ原の戦いの乱戦の最中、山田有栄と巡り合った際に島津豊久の愛馬と思われる馬が誰も乗せずに戻って来た。丹後と有栄が馬に近付くと大量の血が付着していたため、2人は豊久の死を直感したという[3]。